# Marte Smistad
Marte Smistad (* 13. März 1992 in Trondheim, Norwegen) ist eine ehemalige norwegische Handballspielerin, die dem Kader der norwegischen Beachhandballnationalmannschaft angehörte. Mittlerweile ist sie als Handballtrainerin tätig.

## Karriere

### Hallenhandball
Marte Smistad spielte anfangs beim norwegischen Verein Utleira IL, mit deren Damenmannschaft sie in der zweithöchsten Spielklasse, die 1. divisjon, auflief. Im Jahre 2011 wechselte die Außenspielerin zum norwegischen Erstligisten Byåsen IL. Mit Byåsen nahm sie weiterhin an europäischen Pokalwettbewerben teil. In den Jahren 2011 und 2012 bestritt Smistad insgesamt 11 Länderspiele für die norwegische Juniorinnennationalmannschaft, für die sie 23 Treffer erzielte. Zur Saison 2013/14 wechselte Smistad zu Flint Tønsberg, bei dem sie bis 2019 im Kader stand. Für Flint lief Smistad in ihrer ersten Saison in der höchsten norwegischen Spielklasse auf, anschließend drei Spielzeiten in der zweithöchsten Spielklasse, gefolgt von einem Jahr in der dritthöchsten Spielklasse sowie in ihrer letzten Saison nochmals in der zweithöchsten Spielklasse. Ab dem Sommer 2020 war sie bei Flint Tønsberg als Trainerin der Juniorinnenmannschaft tätig.

### Beachhandball
Marte Smistad nahm mit der norwegischen Beachhandballnationalmannschaft an der Beachhandball-Weltmeisterschaft 2014 teil, bei der sie die Bronzemedaille gewann. Ein Jahr später folgte der Gewinn der Silbermedaille bei der Beachhandball-Europameisterschaft. Bei der WM 2016 errang sie erneut die Bronzemedaille. Im selben Jahr gewann sie mit der Beachhandballmannschaft von Utleira IL die norwegische Beachhandball-Meisterschaft. Bei der EM 2017 gelang ihr den Titelgewinn. Ebenfalls 2017 nahm Smistad an den World Games teil. Im Spiel um die Bronzemedaille scheiterte sie an der spanischen Auswahl.
Anschließend war Smistad beim norwegischen Handballverband (Region Süd) für den Bereich Beachhandball verantwortlich. Aktuell ist sie beim norwegischen Handballverband für die Trainerausbildung und -entwicklung verantwortlich.